# In Bloom (film)
In Bloom je americký hraný film z roku 2013, který režíroval Chris Michael Birkmeier podle vlastního scénáře. Snímek měl světovou premiéru na Toronto Inside Out Film Festivalu 28. května 2013.

## Děj
Kurt a Paul spolu žijí již tři roky a zdá se, že jejich vztah nemůže nic narušit. Paul pracuje v obchodě s potravinami, zatímco Kurt se živí prodejem marihuany. Když se Kurt seznámí s mladým Kevinem, ke kterému začne pociťovat určitou přitažlivost, jeho vztah s Paulem se postupně začne rozpadat.

## Obsazení
| Kyle Wigent        | Kurt   |
| Tanner Rittenhouse | Paul   |
| Adam Fane          | Kevin  |
| Jacob Andrews      | Eddie  |
| Steve Casillas     | Brad   |
| Emma Blyth         | Alison |
| Cooper Johnson     | Jack   |
| Vincent Degaetano  | Justin |